# Торре-де-Дона-Шама
Торре-де-Дона-Шама (порт. Torre de Dona Chama; МФА: [ˈto.ʁɨ dɨ ˈdo.nɐ ˈʃɐ.mɐ]) — парафія в Португалії, у муніципалітеті Мірандела. Розташована в північно-східній частині країни, на теренах історичної португальської провінції Трансмонтана. Входить до складу округу Браганса. За адміністративним поділом, чинним до 1976 року, терени парафії були складовою провінції Трансмонтана і Верхнє Дору. Належить до Брагансько-Мірандської діоцезії Католицької церкви. Патрон — Діва Марія. Площа — 27,6840 км². Населення — 1105 ос. (2011). Слабо урбанізований регіон. Густота населення — 39,91 осіб/км²
. Код — 040730.

## Населення
| Кількість мешканців | Кількість мешканців | Кількість мешканців | Кількість мешканців | Кількість мешканців | Кількість мешканців | Кількість мешканців | Кількість мешканців | Кількість мешканців | Кількість мешканців | Кількість мешканців | Кількість мешканців | Кількість мешканців | Кількість мешканців | Кількість мешканців |
| ------------------- | ------------------- | ------------------- | ------------------- | ------------------- | ------------------- | ------------------- | ------------------- | ------------------- | ------------------- | ------------------- | ------------------- | ------------------- | ------------------- | ------------------- |
| 1864                | 1878                | 1890                | 1900                | 1911                | 1920                | 1930                | 1940                | 1950                | 1960                | 1970                | 1981                | 1991                | 2001                | 2011                |
| 999                 | 1 114               | 1 247               | 1 234               | 1 472               | 1 346               | 1 586               | 1 860               | 2 120               | 2 186               | 1 571               | 1 748               | 1 587               | 1 386               | 1 105               |